# Robert Bunsen
Robert Wilhelm Bunsen (Göttingen, 31 maart 1811 – Heidelberg, 17 augustus 1899) was een Duits chemicus die vooral bekend is door het verbeteren van de naar hem vernoemde bunsenbrander van Michael Faraday. Hij werkte op het gebied van emissiespectroscopie van verhitte scheikundige elementen.

## Levensloop
Bunsen, de jongste van vier zonen van hoogleraar Christian Bunsen, studeerde natuurwetenschappen aan de universiteit van Göttingen. In 1830 behaalde hij zijn doctoraat met een proefschrift voor hygrometers. Na een uitgebreide wetenschappelijke tour door Europa, waarbij hij de universiteiten van Parijs, Londen en Wenen bezocht, vestigde Bunsen in 1834 zich in Göttingen als privaat-docent aan de universiteit aldaar. Hij trok al snel de aandacht met zijn geschrift Das Eisenoxyd, ein neues Antidot der arsenigen Säure. Drie jaar later werd hij benoemd tot docent scheikunde aan de polytechnische school te Kassel en in 1846 tot hoogleraar te Marburg en van 1852 tot 1889 aan de universiteit van Heidelberg. In 1860 kreeg Bunsen de Copley Medal.
Bunsen was een voornaam docent en in Heidelberg werd hij een legende. Beroemde scheikundigen die onder hem studeerden waren onder andere Adolph Kolbe, Edward Frankland, Victor & Lothar Meyer, Friedrich Beilstein en Adolf von Baeyer.

## Wetenschap
Uitgaand van de waarneming dat opgelost arseen met ijzerhydroxide een onoplosbare verbinding vormt, nam Bunsen, samen met A. Berthold, proeven op dieren, om na te gaan of men de werking van arseen door het toedienen van ijzerhydroxide zou kunnen opheffen. Bunsen publiceerde vervolgens een verhandeling over een reeks van organische verbindingen, waar arseen bestanddeel van uitmaakte en in 1842 volgde zijn bekende werk Untersuchungen über die Kakodylreihe. Hij maakte een reis naar IJsland, waar hij chemisch-geologische vraagstukken bestudeerde en onder meer de werking van geisers verklaarde. Tijdens zijn onderzoek met het zeer giftige kakodylzuur verloor hij een oog tijdens een explosie en doodde zichzelf bijna tweemaal door een arseenvergiftiging.

## Bunsen-batterij
In 1841 introduceerde hij een nieuwe uitvoering van het Daniell-element, waarbij hij de elektrode van koper verving door een van koolstof. De Bunsensche elementen werden toegepast in de elektrische telegraaf en droegen zo bij aan de praktische toepassing van elektriciteit.

## De bunsenbrander
Het vraagstuk waarmee men bij de eerdere gasbranders te maken kreeg was: een brander te construeren, die het voordeel van de gasvlam (de hitte) behield maar het nadeel (de roetvorming) wegnam. Bunsen bedacht dat, wanneer het gas vóór het ontsteken gemengd is met een voldoende hoeveelheid lucht, de aanwezige koolstof meteen verbrandt tot koolzuur, wat niet alleen een niet-roetende vlam maar ook een vlam van hogere inwendige temperatuur dan voorheen oplevert, omdat bij de verbranding van de koolstof tot koolzuur een aanzienlijke hoeveelheid warmte vrijkomt.
Met behulp van instrumentmaker Desaga maakte Bunsen de volgende constructie: het gas stroomt uit een betrekkelijk nauw en kort buisje; daar uitgestroomd treedt het in een wijde cilinder, die het buisje omgeeft en aan de onderkant van een paar zijdelingse openingen voorzien is. Het gas, dat uit het buisje is getreden, ontsnapt niet door de zijdelingse openingen (te laag daarvoor aangebracht) maar stroomt door de wijde cilinder naar boven, en is dan al gemengd met de lucht die in de cilinder aanwezig was. Zodra dit mengsel wordt aangestoken, brandt het zonder roetafscheiding en onderhoudt zelf deze toestand; eenmaal brandend doet de vlam de wijde cilinder ongeveer als een schoorsteen werken doordat de vlam een zekere trekking in de cilinder veroorzaakt, waardoor de buitenlucht voortdurend door de zijdelingse openingen binnen de cilinder gezogen wordt en zodoende stroomt er voortdurend een mengsel van lucht en gas uit. Bunsen en Kirchhoff gebruikten de bunsenbrander veel bij spectroscopische onderzoeken.

## Kwantitatieve bepaling van de mechanische werking van licht

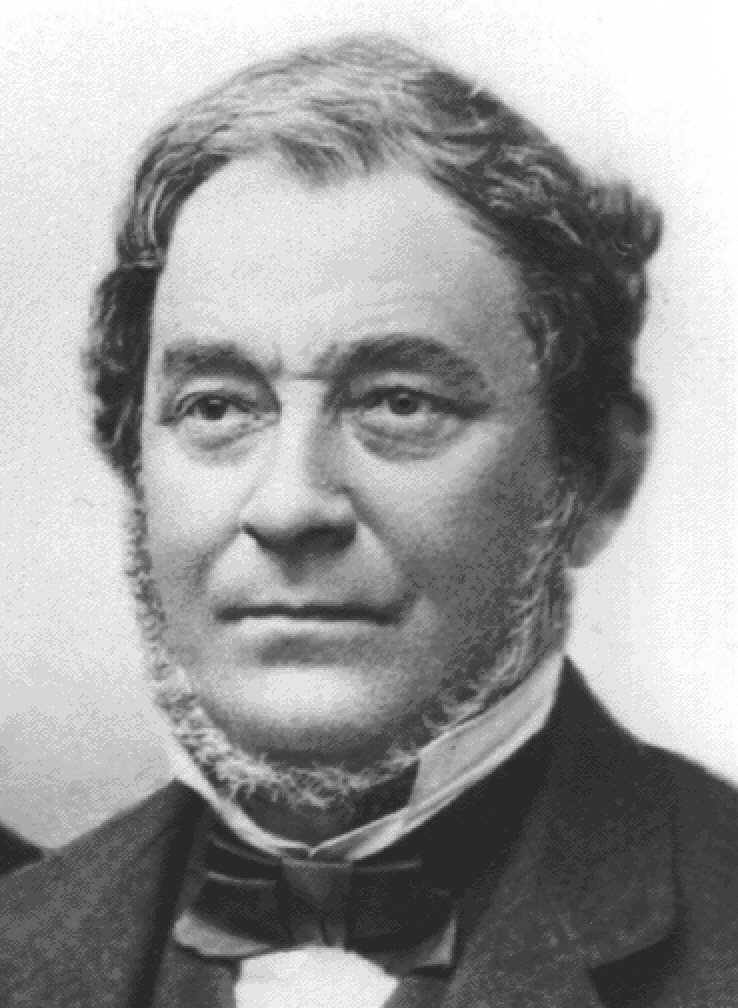
Robert Bunsen

Van 1855 tot 1859 deed Bunsen, samen met Henry Enfield Roscoe, fotochemische onderzoekingen. Voor de kwantitatieve bepaling van de mechanische werking van licht gebruikten zij een mengsel van gelijke volumes waterstof en chloor. Dit mengsel bleef in het donker onveranderd en ging bij belichting over in waterstofchloride, dat gemakkelijk uit het mengsel kon worden verwijderd, omdat het door water werd geabsorbeerd. De hierbij optredende vermindering van volume van het mengsel gaf dan de maatstaf voor de chemische werking van licht. Als "normaalvlam", met welke de te meten lichtwerkingen werden vergeleken, diende een kooloxidevlam, die per seconde 5 kubieke centimeter gas verbruikte, onder een druk van 760 mmHg en bij een temperatuur van 0 graden Celsius. De werking, die deze vlam op een afstand van 1 meter gedurende 1 minuut op het mengsel van chloor en waterstof uitoefende, werd door Bunsen en Roscoe als "chemische lichteenheid" aangenomen. Eindelijk lukte het hen om zowel de chemische werking van het in de atmosfeer verstrooide licht als die van het directe zonlicht te bepalen. Er werd nu een formule bepaald, waardoor de grootte van de chemische kracht van het zonlicht voor elke geografisch bepaalde plaats, voor elke hoogte boven het oppervlak van de zee en voor elke tijd berekend kon worden.

## Spectraalanalyse
Bunsen en Gustav Kirchhoff onderzochten samen chloorverbindingen van de metalen kalium, natrium, lithium, barium, strontium, en calcium, die zij achtereenvolgens in de vlam van een bunsenbrander brachten, waarna zij de vlam door een spectroscoop waarnamen. Van de hierbij optredende strepen in het spectrum werd het aantal en de plaats nauwkeurig bepaald (spectraalanalyse). Bij volgende reeksen van proefnemingen werden in plaats van de chloorverbindingen met genoemde metalen hun verbindingen met jodium, broom en met zuurstof, met zwavelzuur en met koolzuur onderzocht. In elke reeks vonden Bunsen en Kirchhoff voor de metalen volkomen dezelfde karakteristieke strepen. Die strepen bleken ook onafhankelijk te zijn van de temperatuur. Zo kon dus uit de aanwezigheid van de voor een metaal kenmerkende strepen in het spectrum de conclusie getrokken worden dat het metaal in het monster aanwezig moest zijn. Omgekeerd: het ontbreken van een karakteristieke lijn betekende ook de afwezigheid van het metaal dat de streep veroorzaakte. Door toepassing van spectraalanalyse ontdekten Bunsen en Kirchhoff twee nieuwe elementen, cesium en rubidium. Ook bij de ontdekking van de elementen helium, gallium en thallium speelde de door Bunsen ontdekte spectraallijnen ene belangrijke rol.